# Сіфорд (Делавер)
Сіфорд (англ. Seaford) — місто (англ. city) в окрузі Сассекс штату Делавер США. Населення — 7957 осіб (2020).

## Географія
Сіфорд розташований за координатами 38°39′26″ пн. ш. 75°36′47″ зх. д. / 38.65722° пн. ш. 75.61306° зх. д. (38.657238, -75.613118).  За даними Бюро перепису населення США в 2010 році місто мало площу 13,66 км², з яких 13,48 км² — суходіл та 0,18 км² — водойми.

## Демографія
Згідно з переписом 2010 року, у місті мешкало 6928 осіб у 2686 домогосподарствах у складі 1665 родин. Густота населення становила 507 осіб/км².  Було 3001 помешкання (220/км²).
Расовий склад населення:
| - 54,1 % — білих - 36,0 % — чорних або афроамериканців - 1,9 % — азіатів - 0,4 % — корінних американців - 4,5 % — осіб інших рас |

До двох чи більше рас належало 3,0 %. Частка іспаномовних становила 8,1 % від усіх жителів.
За віковим діапазоном населення розподілялося таким чином: 27,3 % — особи молодші 18 років, 55,1 % — особи у віці 18—64 років, 17,6 % — особи у віці 65 років та старші. Медіана віку мешканця становила 35,1 року. На 100 осіб жіночої статі у місті припадало 79,9 чоловіків;  на 100 жінок у віці від 18 років та старших — 72,9 чоловіків також старших 18 років.
Середній дохід на одне домашнє господарство  становив 50 270 доларів США (медіана — 38 145), а середній дохід на одну сім'ю — 54 709 доларів (медіана — 38 411). Медіана доходів становила 41 809 доларів для чоловіків та 32 309 доларів для жінок. За межею бідності перебувало 25,3 % осіб, у тому числі 41,7 % дітей у віці до 18 років та 14,0 % осіб у віці 65 років та старших.
Цивільне працевлаштоване населення становило 2840 осіб. Основні галузі зайнятості: освіта, охорона здоров'я та соціальна допомога — 27,9 %, виробництво — 15,9 %, мистецтво, розваги та відпочинок — 11,8 %, роздрібна торгівля — 10,2 %.